# 浅沼樹羅
浅沼 樹羅（あさぬま じゅら、1996年5月23日 - ）は、ジャパンラグビーリーグワン埼玉パナソニックワイルドナイツに所属するラグビー選手。

## プロフィール
- 青森県出身[1]。
- ポジションはフランカー(FL)。
- 身長 183 cm、体重 93 kg
- 名前の「樹羅」は「樹木のようにたくましく、羅針盤のように一つの道をまっすぐに」という意味から名付けられた[2]。
- U17日本代表に選ばれたことがある[3]。
- 幼少期に森に遊びに行き、大木にタックルをしていた。

## 略歴
高校からラグビーを始めた。
2015年、三本木農業高校卒業後、大東文化大学に入る。
2019年、大東文化大学卒業後、パナソニック ワイルドナイツ(現・埼玉パナソニックワイルドナイツ)に加入。